# Західна Македонія (РПМ)
Західна Македонія - область на захід від гірського масиву Якупиця (Солунська Глава), на захід від Раєцької Реки та Селецької Планини, аж до кордонів з Албанією на заході, частина кордону з Грецією на півдні та частина кордону з Косово на півночі. Для Західної Македонії характерні особливі культурні, мовно-діалектні та історичні особливості. Характерною територією цієї частини країни є Рекський регіон (також званий Река).
Дуже часто цей термін вживається в політичному сенсі лише для регіонів Тетово, Гостивар і Дебар, тобто райони, населені переважно албанцями, що неправильно, оскільки в Західній Македонії, окрім цих трьох регіонів, включають такі міста та їх околиці: Бітола, Прилеп, Охрид, Струга, Кічево, Крушево, Ресен, Македонський Брод і Демір Гісар.
Хоча географічно на карті Республіки Македонія сьогодні місто Прилеп здається посередині, все ж якщо ви подивитеся на карту регіону Македонії (Вардарська, Егейська та Пиринська Македонія) до поділу в 1913 році, воно має етногеографічні особливості західної Македонії.

## Демографічні показники
За переписом населення 2002 року в цьому регіоні проживало 763 912 жителів.
З етнічної точки зору македонці живуть на всій території, тоді як албанці становлять більшість населення у всій Пологській долині, в місті Дебар, і близько половини населення проживає в Кічево та Струзі (частина македонських мусульман заявляє себе як албанців). Невелика кількість албанців проживає в містах Охрид, Бітола та Ресен, а також у кількох селах Преспа, Бітола, Прилеп і Крушево. Населення Македонії поділяється на дві конфесії - християн і мусульман, а македонські мусульмани представляють найбільше населення в регіоні Река, а також у великій кількості присутні в Дебрі, Жупі, Струзі (Поле і Дрімколь) та Кічево та Прилепі. Турки здебільшого живуть у Гостиварському краї, тобто в місті Гостиварі та в кількох інших великих селах, потім у Жупі, Преспі, а також у містах Дебар, Струга, Охрид, Кічево, Бітола та Ресен. Роми представлені майже в усіх міських районах, а влахи живуть у Крушеві (20 % населення), Струзі, Охриді, Бітолі та в кількох бітольських селах.
Етнічно населення складається з:
| Номер     | %       |      |
| Всього    | 763 912 | 100  |
| македонці | 369 115 | 48.3 |
| албанців  | 316 731 | 41.4 |
| турків    | 44 802  | 5.86 |
| ромів     | 14 237  | 1.86 |
| влахів    | 3383    | 0,44 |
| боснійців | 2692    | 0,35 |
| сербів    | 2176    | 0,28 |
| інші      | 10 776  | 1.41 |

## Пов'язані
- Східна Македонія РПМ)
- Південна Македонія (РПМ)
- Північна Македонія (РПМ)